# NBA Live
NBA Live è una serie di videogiochi, del genere sportivi sviluppati e prodotti dalla EA Sports. Il suo principale concorrente nell'ambito dei videogiochi di basket è la serie NBA 2K. 
La serie è nata nel 1995 ed è proseguita fino al 2009. Dopo l'uscita di NBA Live 10, EA ha tentato di cambiare il nome alla serie con NBA Elite 11. Tuttavia, ciò non è stato accolto con un'ottima pubblicità e i conseguenti problemi di sviluppo e merchandising ne hanno rallentato l'uscita, finendo per cancellarlo. Nel novembre 2010, lo sviluppo del franchise passa da EA Canada (sviluppatrice della serie FIFA) ad EA Tiburon, con sede in Florida. Con l'arrivo sul mercato delle console di ottava generazione di Microsoft e Sony, la serie ritorna finalmente negli scaffali nel 2013, dopo 4 anni di pausa, con NBA Live 14.
Come il titolo suggerisce, sono videogiochi dedicati al basket e più precisamente alla NBA, il massimo campionato di basket statunitense.
I giochi permettono di svolgere singole partite, playoff, intere stagioni, effettuare allenamenti o giocare all'All-Star Game.
Nelle ultime versioni è anche disponibile la funzione Dynasty Mode nella quale è possibile mettersi nei panni di un allenatore di basket; giocando partite e gestendo i rapporti con lo staff e i giocatori.
Infine è anche possibile creare un giocatore e farlo giocare in una squadra, ma anche modificarne altri già esistenti cambiandoli nella fisionomia e nel modo di vestirsi.

## Lista di giochi della saga

### Super Nintendo
- NBA Live 95
- NBA Live 96
- NBA Live 97
- NBA Live 98

### SEGA
- NBA Live 95
- NBA Live 96
- NBA Live 97
- NBA Live 98

### PlayStation
- NBA Live 96
- NBA Live 97
- NBA Live 98
- NBA Live 99
- NBA Live 2000
- NBA Live 2001
- NBA Live 2002
- NBA Live 2003
- NBA Live 2004
- NBA Live 2005
- NBA Live 06
- NBA Live 07
- NBA Live 08
- NBA Live 09
- NBA Live 10
- NBA Live 14
- NBA Live 15
- NBA Live 16
- NBA Live 18
- NBA Live 19

### Xbox
- NBA Live 2002
- NBA Live 2003
- NBA Live 2004
- NBA Live 2005
- NBA Live 06
- NBA Live 07
- NBA Live 08
- NBA Live 09
- NBA Live 10
- NBA Live 14
- NBA Live 15
- NBA Live 16
- NBA Live 18
- NBA Live 19

### Personal Computer
- NBA Live 95
- NBA Live 96
- NBA Live 97
- NBA Live 98
- NBA Live 99
- NBA Live 2000
- NBA Live 2001
- NBA Live 2003
- NBA Live 2004
- NBA Live 2005
- NBA Live 06
- NBA Live 07
- NBA Live 08

### iOS
- NBA Elite 11